# 末政光
末政光（日语：／ Suemasa Hikaru，1971年4月17日—），日本插畫家、人物設計師。株式會社TETETEN代表。被譽為「趴趴熊」的創造者。前多摩美術大學兼職講師。

## 來歷
末政光出生於福岡縣福岡市。就讀福岡縣立城南高等學校、福岡美術研究所後，畢業於多摩美術大學美術學院平面設計系。1995年，她加入San-X擔任設計師。加入公司後不久，創作了「趴趴熊」，該角色大受歡迎，相關周邊商品也陸繼誕生。
榮獲第1屆日經WOMAN年度最佳女性（2000年）Hit Maker部門。
2001年，她離開公司，成立株式會社TETETEN。即使在獨立後，她也一直致力於「黃毛小雞」、「Onyankopon」等角色業務。

## 著書
- 《趴趴熊》（小學館，1999年6月 ISBN 4096812110）
- （小學館，1999年9月 ISBN 4096812129）
- （小學館，2000年2月 ISBN 4097343513）
- （小學館，2000年3月 ISBN 4096812137）
- （小學館，2001年4月 ISBN 4096812145）
- 《奉送的小林同學（日语：おまけの小林クン）》（著：森生真實，白泉社，2011年1月 ISBN 4592888413）※評論和插圖，僅限文庫版1冊[5]。

## 貢獻
- （白水社 ISBN 4560095957）

## 相關項目
- 趴趴熊
- San-X
- 黃毛小雞（日语：ぴよだまり）

## 外部連結
- 末政光的X（前Twitter） （日語）